# U-Bahnhof Heumarkt

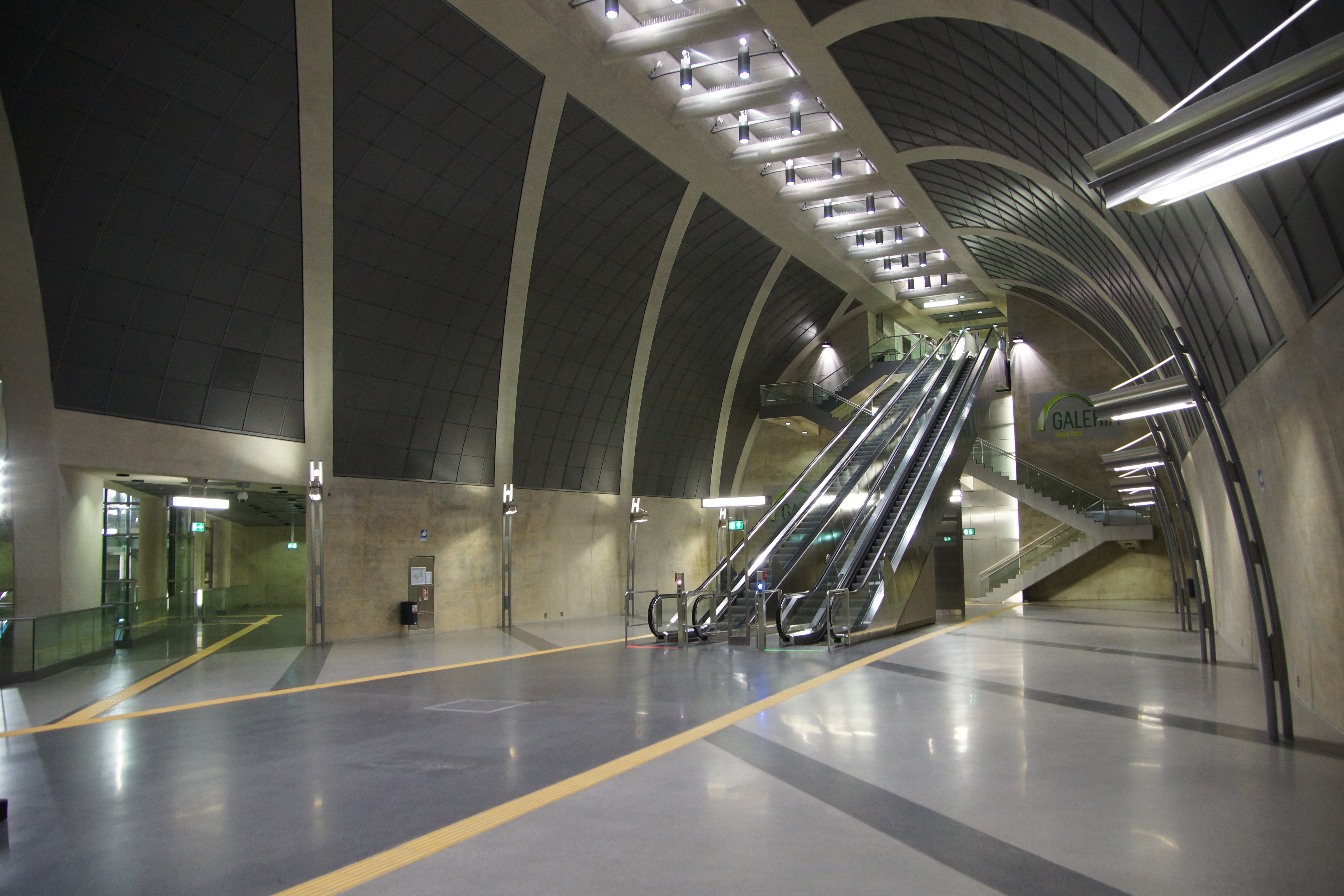
Zwischenebene

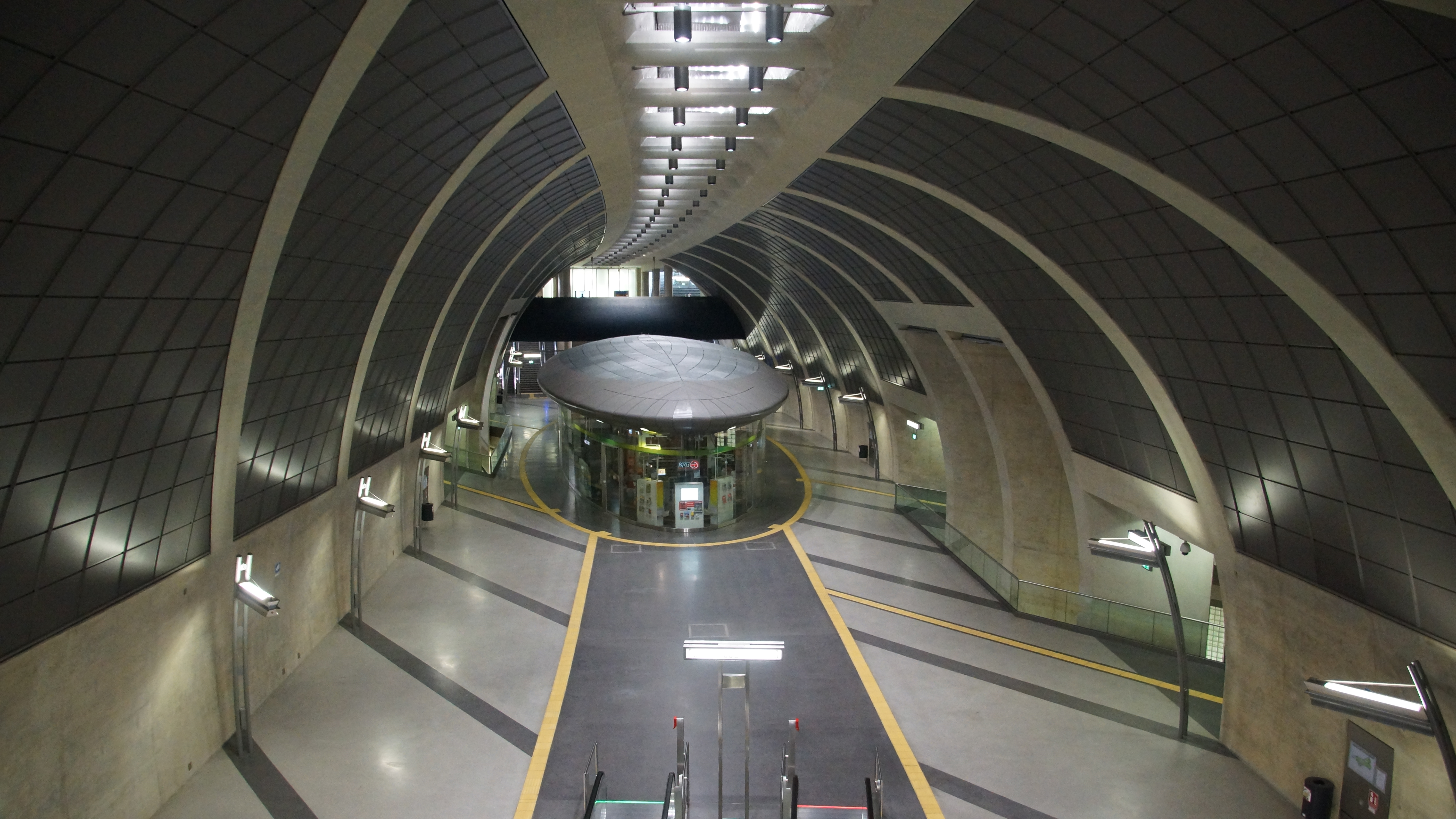
Zwischenebene von oben, erkennbar die Vorleistung für die Ost-West-Stadtbahn

Der U-Bahnhof Heumarkt ist eine Station der Stadtbahn Köln, die durch die Linie 5 bedient wird. Die Linien 1, 7 und 9 sowie mehrere Buslinien fahren den oberirdischen Teil der Haltestelle an.

## Lage
Der U-Bahnhof liegt südlich des Heumarkts und westlich der Auffahrt der Deutzer Brücke.

## Geschichte
Nach der Eröffnung der Deutzer Brücke 1915 wurde der Heumarkt zu einem zentralen Verkehrsknotenpunkt des Kölner Straßenbahnnetzes, da hier die meisten Vorortbahnlinien ihren Ausgangspunkt hatten. Diese zentrale Funktion endete mit der Zerstörung der Brücke im Februar 1945. Das im Zuge des Wiederaufbaus neugeordnete Straßenbahnnetz überließ dem Heumarkt lediglich die Funktion einer Haltestelle der von der Brücke kommenden Ost-West-Strecke. Umsteigeknotenpunkt zu den Vorortstrecken wurde der Neumarkt.
Erste Pläne für eine U-Bahn in Köln gab es etwa 1912, diese hätte die Kölner Innenstadt in einer Nord-Süd-Linie durchfahren sollen, die in ihrer Streckenführung ähnlich der jetzigen Nord-Süd-Stadtbahn gewesen wäre. Wegen des Ersten Weltkriegs wurde diese U-Bahn jedoch nicht gebaut.
Beim Bau der ersten Kölner Tunnelstrecke in den 1960er Jahren wurde ein möglicher Streckenast vom Dom/Hauptbahnhof Richtung Süden zum Anschluss der Rheinuferbahn geplant. Jedoch hatten andere Streckenneubauten zunächst eine höhere Priorität.
Der Bau des Deutzer Tunnels am rechtsrheinischen Ende der Deutzer Brücke fand 1980 seine Fortsetzung im stadtbahngerechten Ausbau der Brücke und einer oberirdischen Stadtbahnhaltestelle an der linksrheinischen Brückenrampe. Im Zuge dieser Baumaßnahmen wurde am Heumarkt als Bauvorleistung für den späteren Bau einer U-Bahn in Ost-West-Richtung eine Tunnelrampe westlich der Haltestelle in Richtung Neumarkt gebaut. Da jedoch zunächst keine Tunnelverlängerung geplant war, wurde die Rampe an der Augustinerstraße vorerst zugeschüttet. Die damaligen Pläne für die zukünftige Nord-Süd-Stadtbahn sahen eine Streckenführung etwa 100 m weiter östlich vor, d. h. die Haltestelle in Ost-West-Richtung war nicht als Provisorium gedacht, sondern sollte unterirdisch gekreuzt werden.
1992 wurde die heutige Streckenführung der unterirdischen Nord-Süd-Stadtbahn beschlossen, nach Ablauf des Planfeststellungsverfahrens 2002 wurde 2004 mit dem Bau der U-Bahn begonnen, begleitet von umfangreichen archäologischen Ausgrabungen. Im November 2004 wurden in der Kirche St. Maria im Kapitol unweit des Heumarkts Schäden an einem romanischen Rundbogen und der Gewölbedecke festgestellt, der Zusammenhang mit dem Bau der U-Bahn war deutlich.
Zwischen der Station Heumarkt und der zukünftigen nächsten Station Severinstraße stürzte am 3. März 2009 durch die Bauarbeiten am Tunnel das Historische Archiv der Stadt Köln ein, unter den Trümmern starben zwei Menschen.

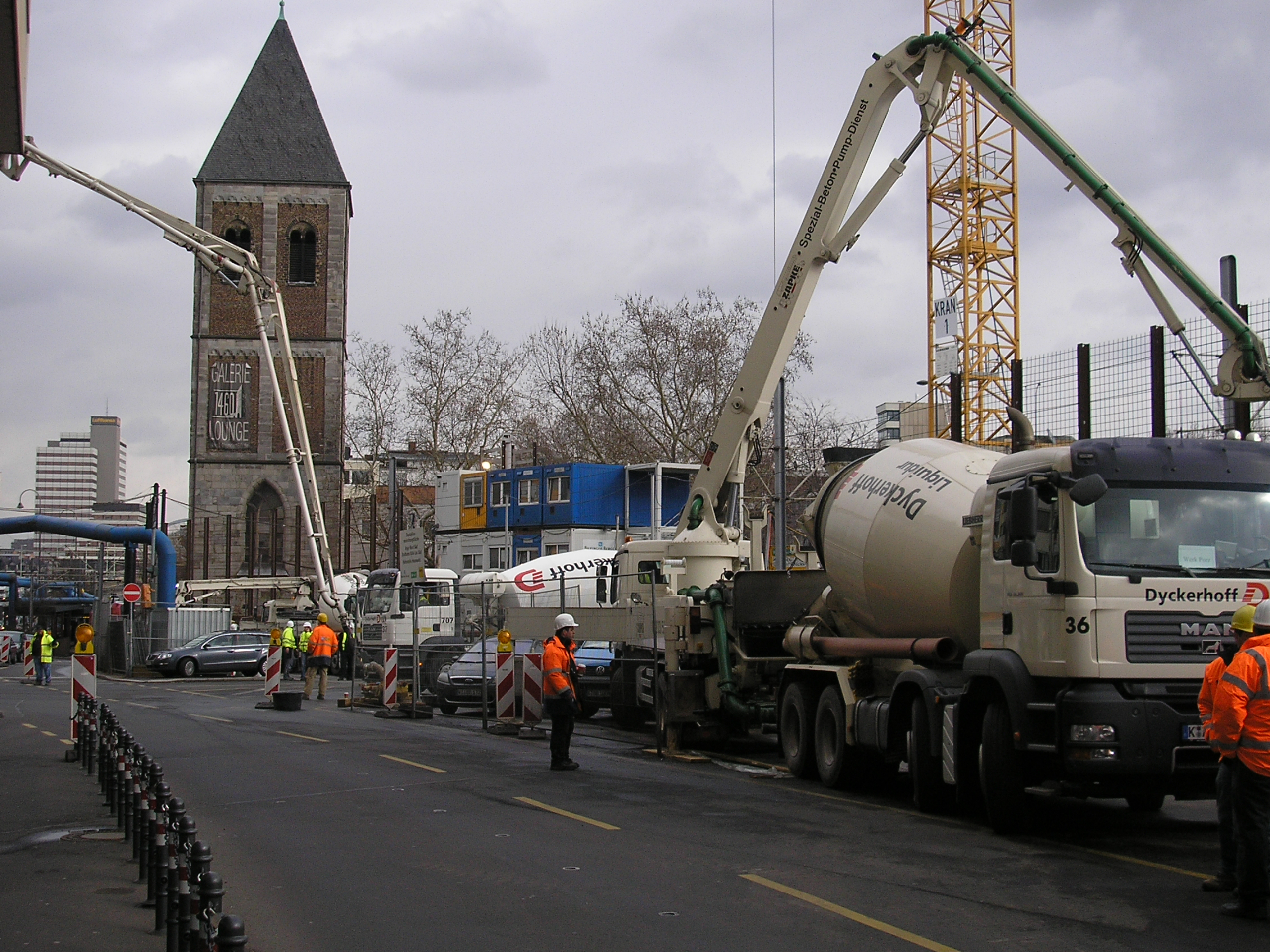
Betonierung Zwischendecke Anfang 2010

Im Januar und Februar 2010 wurden zusätzliche Schotten in die Station Heumarkt eingebaut, um diese wegen des erwarteten Rheinhochwassers zwecks Grundwasserdruckausgleichs fluten zu können. Weil kurzfristig noch eine Zwischendecke betoniert werden konnte, die die Baugrube zusätzlich aussteifte, musste nicht geflutet werden.
Der Bahnhof wurde am 14. Dezember 2013 feierlich eröffnet und einen Tag später zum Fahrplanwechsel in Betrieb genommen, wegen des weiterhin klaffenden Lochs zwischen Heumarkt und Severinstraße am eingestürzten Historischen Stadtarchivs mit eingeschränktem Verkehr:

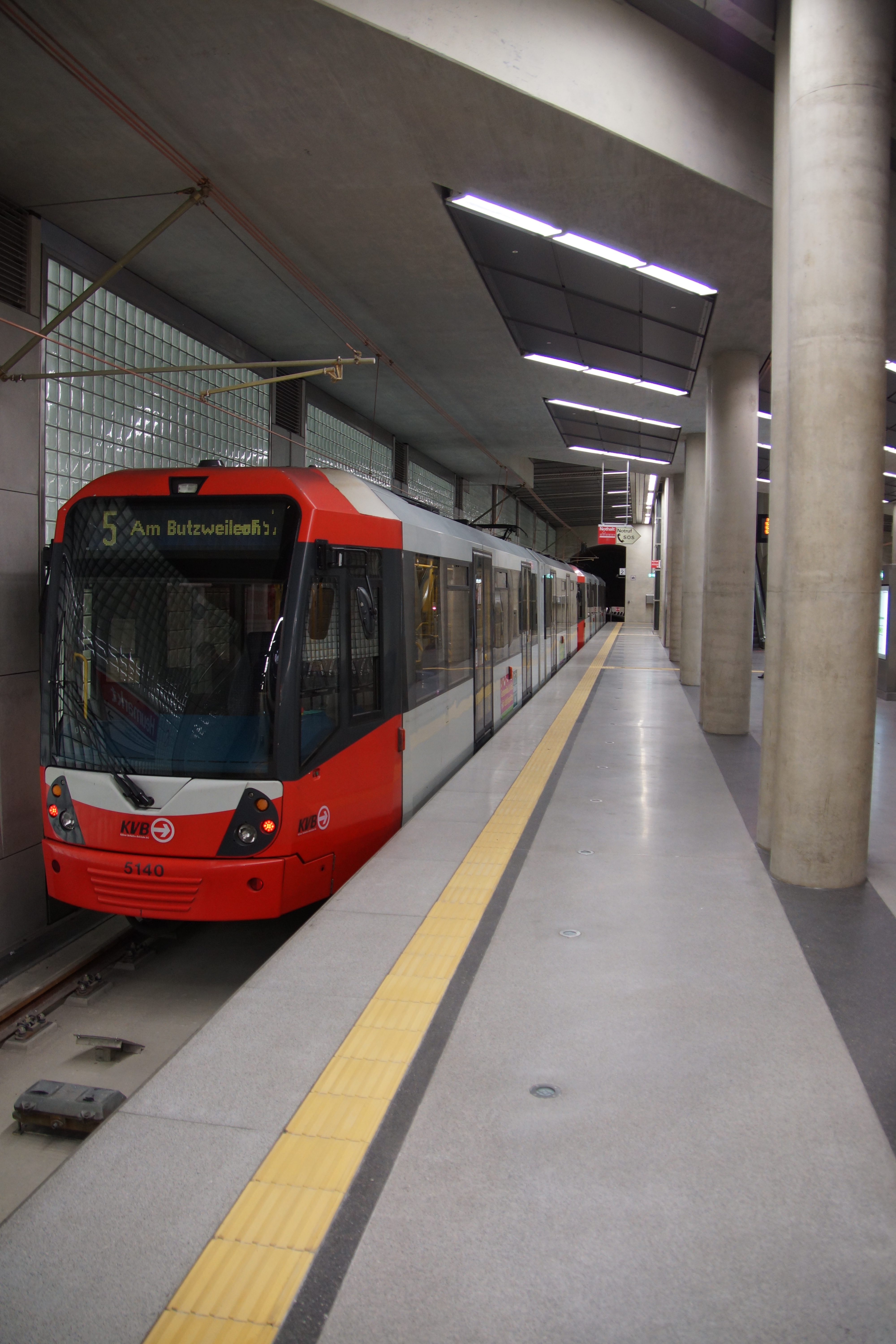
Linie 5

- Die Linie 5 fährt aus nördlicher Richtung von Dom/Hbf und Rathaus kommend ein, endet dort und fährt wieder zurück. Da der einzige Gleiswechsel der Nord-Süd-Stadtbahn zwischen Heumarkt und Severinstraße liegen wird, wird am Rathaus und am Heumarkt in beiden Richtungen nur das spätere Gleis Richtung Süden genutzt, nördlich der Station Rathaus wechseln nordwärts fahrende Züge über eine provisorische Weiche auf das „richtige“ Gleis.
- Die Linien 16 und 17 fahren am Heumarkt bis zur für 2028/29 geplanten Fertigstellung der Nord-Süd-Stadtbahn noch nicht.
- Die unterirdische Führung der Linien 1, 7 und 9 in Ost-West-Richtung ist geplant, allerdings in absehbarer Zukunft nicht zu erwarten. Hierfür ist mit der großen Halle in der zweiten unterirdischen Ebene eine nennenswerte Bauvorleistung erbracht, sodass sich später ein unterirdischer Turmbahnhof ergeben würde.

Der Bau der Station hat 90 Millionen Euro gekostet. 60 Prozent davon wurden durch die Bundesrepublik Deutschland, 30 Prozent durch das Land Nordrhein-Westfalen und 10 Prozent durch die Stadt Köln getragen.

## Gestaltung der Station
Die größte Kölner U-Bahn-Station ist sehr offen gehalten. Gestaltet wurde sie vom Architekturbüro Prof. Ulrich Coersmeier GmbH. Zwei Verteilerebenen, welche über lange Rolltreppen miteinander verbunden sind, prägen das Erscheinungsbild. In der untersten Ebene verkehren die Stadtbahnzüge der Line 5 nach Am Butzweilerhof in Ossendorf.
Im Geschoss, in welchem die Vorleistung der Ost-West Stadtbahn erbaut wurde, werden die Linien 1, 7 und 9 verkehren. Auf Gleis 2 gibt es eine Kunstinstallation: Ghosttrain ist der Name dieses Projekts. Täglich zwischen 20 Uhr und Mitternacht wird ein Sonderzug angekündigt. Man hört zwar, wie der Zug vorbeifährt, sieht ihn aber nicht. Mit dieser Installation will der Künstler auf die ständige Rastlosigkeit der heutigen Zeit aufmerksam machen.

## Bedienung

### Unterirdisch
| Linie | Linienverlauf | Takt   |
| ----- | --- | ------ |
| 5     | Sparkasse Am Butzweilerhof – IKEA Am Butzweilerhof – Alter Flughafen Butzweilerhof – Rektor-Klein-Straße – Margaretastraße – Iltisstraße – Lenauplatz – Nußbaumerstraße – Subbelrather Straße/Gürtel – Liebigstraße – Gutenbergstraße – U Hans-Böckler-Platz/Bahnhof West – U Friesenplatz – U Appellhofplatz/Zeughaus – U Dom/Hbf – U Rathaus – U Heumarkt | 10 min |

### Oberirdisch
| Linie | Linienverlauf | Takt                                                               |
| ----- | --- | ------------------------------------------------------------------ |
| 1     | Weiden West – Junkersdorf – Rheinenergiestadion – Müngersdorf – Braunsfeld – Aachener Str./Gürtel – Moltkestraße – Rudolfplatz – Neumarkt – Heumarkt – U Bf. Deutz/Messe – U Deutz Technische Hochschule – U Kalk Post – U Kalk Kapelle – U Fuldaer Straße – U Sportpark Höhenberg – Merheim – Brück – Lustheide – Refrath – Kippekausen – Frankenforst – Neuenweg – Kölner Str. – Im Hoppenkamp – U Bensberg | 10 min                                                             |
| 7     | Frechen-Benzelrath – Frechen – Marsdorf – Lindenthal – Aachener Str./Gürtel – Moltkestraße – Rudolfplatz – Neumarkt – Heumarkt – Poll – Westhoven – Ensen – Porz Markt – Zündorf | 10/20 min (Benzelrath–Aachener Str.) 10 min (Aachener Str–Zündorf) |
| 9     | Sülz – Zülpicher Straße/Gürtel – Universität – Dasselstraße/Bahnhof Süd – Zülpicher Platz – Neumarkt – Heumarkt – U Bf. Deutz/Messe – U Deutz Technische Hochschule – U Kalk Post – U Kalk Kapelle – U Vingst – Ostheim – Rath/Heumar – Königsforst | 10 min                                                             |

## Trivia

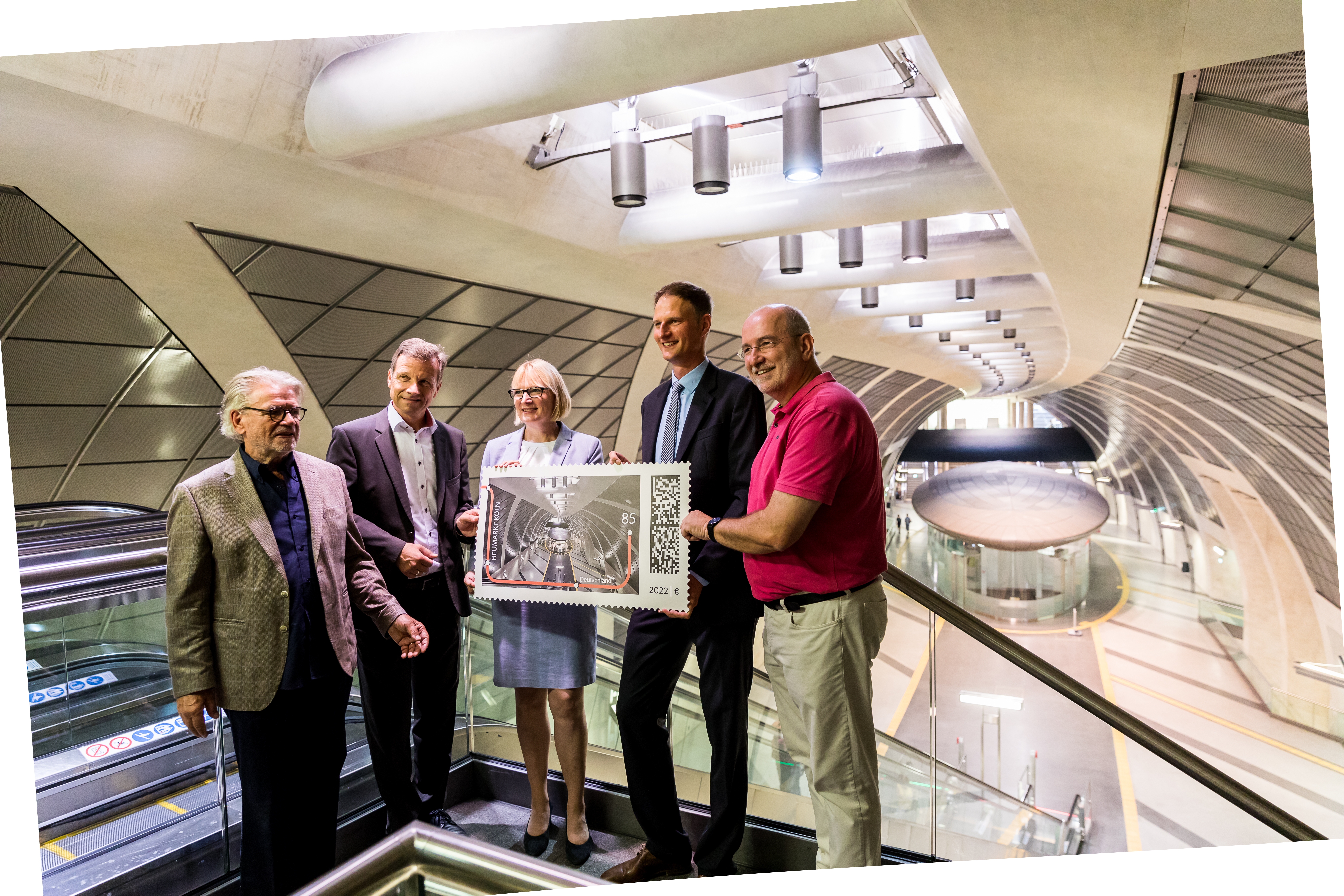
Vorstellung der Sonderbriefmarke „Heumarkt“ der Deutschen Post in der Zwischenebene der Stadtbahnhaltestelle Heumarkt, Köln Prof. Ulrich Coersmeier (Architekt der Haltestelle), Ascan Egerer (Beigeordneter des Dezernats Mobilität), Stefanie Haaks (KVB-Vorstandsvorsitzende), Dr. Ole Nordhoff, Leiter Marketing des Unternehmensbereichs Post & Paket Deutschland, Ralph Sterck (Ratsmitglied)

Eine Briefmarke mit einem Bild der unterirdischen Station erschien am 4. August 2022 in der Serie "U-Bahn-Stationen in Deutschland" der Deutschen Post.